# 泷本诚
泷本诚（日语：／ Takimoto Makoto，1974年12月8日—），茨城县岩井市出身，日本男子柔道运动员。他曾代表日本参加2000年夏季奥林匹克运动会柔道比赛，获得男子81公斤级金牌。